# Maarit
Maarit Helena Hurmerinta (z domu Äijö, ur. 10 listopada 1953 w Helsinkach) jest fińską piosenkarką i muzykiem. Występuje pod imieniem Maarit.
Jest żoną muzyka Samiego Hurmerinty, z którym ma dwoje dzieci, syna Samuli (ur. 8 lipca 1975) i córkę Jannę, również piosenkarkę. Dziadkiem Maarit jest włoski muzyk Michele Orlando.

## Kariera
Kariera Maarit zaczęła się w 1972 roku, kiedy wraz ze swoim pierwszym zespołem nagrała demo, które zaoferowała firmie Love Records. W tym samym roku wyszedł pierwszy singiel Aamun tulo / Nyt olen tullut maailmaan – na stronie A była piosenka autorstwa Maarit, na B fińska wersja ”Home again” Carole King.
Rok później uczestniczyła w fińskich eliminacjach do Konkursu Piosenki Eurowizji z utworami ”Ampukaa pianisti” ja ”Life is a jigsaw”. 1973 ukazał się też jej pierwszy album Maarit, na którym znalazły się fińskie klasyki ”Laakson lilja”, ”Lainaa vain”, ”Laulu kuolleesta rakastetusta” i ”Sua ehkä liikaa pomputin”. W nagraniu wzięły udział gwiazdy branży muzycznej, jak producent Otto Donner, muzycy Jim Pembroke, Albert Järvinen, Dave Lindholm i Hector jako autor tekstów.
W roku 1974 z Maarit grał zespół Afrikan Tähti, do którego dołączył gitarzysta Sami Hurmerinta. Szybko zostali parą i jeszcze w tym samym roku wzięli ślub, wtedy zaczęła się też ich ścisła współpraca (grają razem, Sami komponuje też dużą część piosenek). W 1975 ukazał się album Viis' pientä, a potem Maarit na dwa lata znikła ze sceny po urodzeniu syna. W 1977 powróciła i wystąpiła m.in. na festiwalu w Sopocie in konkursie piosenki interwizji w Bułgarii.
W 1978 nagrała piosenkę ”Jäätelökesä”, jeden ze swoich największych hitów. Piosenka wyszła na płycie Siivet saan, którą wydało Finnlevy. Album osiągnął status złotej płyty, podobnie jak kolejny, wydany w 1980 roku Nykyajan lapsi, w całości skomponowany i wyprodukowany przez Samiego Hurmerintę. W tym czasie Maarit pracowała głównie jako background dla innych artystów, a mniej koncentrowała się na własnej karierze. Ostatnim albumem wydanym w Finnlevy było Elämän maku (1981), kolejne ukazały się w  CBS.
W latach dziewięćdziesiątych Maarit nagrywałą m.in. w Pyramid i Fazer Records. W 1994 wspólnie z mężem otrzymała nagrodę kultury miasta Vantaa. W 1998 zagrała koncert w helsińskim centrum kultury Stoa. Koncert był transmitowany w TV i ukazał się na płycie (Stoalive, 1998), która została doceniona przez krytyków i stała się sukcecem komercyjnym.
W roku 2002 ukazał się album Metsäntyttö i kompilacja pod nazwą Laakson liljasta metsän tyttöön. W 2004 Warner wydał anglojęzyczny, jazzowy album Good Days, Bad Days. Także u Warnera ukazała się kompilacja 30 suosikkia – Maarit (2006), ale kolejny album studyjny Nälkää ja rakkautta (2006) wydało EMI.
W 2008 była jedną z pięciu nominowanych do nagrody Iskelmä-Finlandia. Nagrodę otrzymał Olli Lindholm z zespołu Yö.
W 2010 Poczta Fińska uhonorowała Maarit znaczkiem pocztowym. Helsingin Sanomat zaliczyły ją do listy 100 najważniejszych kobiet Finlandii w roku 2011. Jesienią 2013 roku wystąpiła w programie Vain elämää telewizji Nelonen.
W październiku 2013 ukazał się album studyjny Miten elämästä kertoisin.

## Dyskografia

### Albumy
- Maarit (Love Records, 1973)
- Viis' pientä (Love Records, 1975)
- Siivet saan (Finnlevy, 1978)
- Nykyajan lapsi (Finnlevy, 1980)
- Elämän maku (Finnlevy, 1981)
- Nukun radio päällä (CBS, 1983)
- Tuuli ja taivas (CBS, 1986)
- Tuskan tanssi (CBS, 1988)
- Jotain on mulla mielessäni (Pyramid, 1990)
- Jos tahdot tietää (Finnlevy, 1993)
- Sydäntäsi lainaisin (DIGS, 1995)
- Sitä mitä rakastan (DIGS, 1998)
- Stoalive (DIGS, 1999)
- Metsäntyttö (Warner, 2001)
- Good Days, Bad Days (Warner, 2004)
- Nälkää ja rakkautta (EMI, 2006)
- Kun yö saapuu (EMI, 2008)
- Miten elämästä kertoisin (Sony, 2013)
- Sumuinen puutarha (2019)

### Kompilacje
- 20 suosikkia – Laakson lilja  (Love Records, 1995)
- Laakson liljasta metsän tyttöön  (CBS, 2002) (2CD)
- 30 suosikkia – Maarit  (Warner, 2006)

### Single
- Aamun tulo / Nyt olen tullut mä maailmaan (LRS 1089, 1972)
- Niin se käy / Ampukaa pianisti (LRS 2014, 1973)
- Life is a Jigsaw / Song for a Dove (Irina Milan) (LRS 2016, 1973)
- Laakson lilja / Anna tukan valuu vaan (LRS 2034, 1973)
- Herää eiliseen / Herää eiliseen (Pepe Willberg) (1975)
- Hän lähtee pois / Puhelu seis (LRS 2077, 1975)
- Hyvää matkaa (Janus) / Huono juttu (LRS 2144, 1976)
- Jäätelökesä / Yhteen kuulutaan (DIGS 101, 1978)
- Siivet saan / Ei vaadi paljon, vain kaiken (DIGS 103, 1978)
- Pieni niin oon / Helmet kyynelten (DIGS 104, 1979)
- Call Me Up / When Love Returns (DIGS 105, 1979)
- All Night / Into My Life (DIGS 107, 1979)
- Hymypoika / Maailmaan (DIGS 113, 1980)
- Apilankukka / Kesäyö (DIGS 124, 1981)
- Hämärät kaupungit / Elämän merellä (DIGS 129, 1981)
- Kuuma kissa / Jokaisen hetken tuhlaan (TÄS-5, 1983)
- Nukun radio päällä (1983)
- Sydämeni tyhjää lyö / Tuuli ja taivas (CBSA 7119, 1986)
- Yön oudot linnut / Aloin unohtaa (CBSA 7120, 1986)
- Kastuneet kengät / Vain öisin (CBS 651491 7, 1988)
- Tuskan tanssi / Ilta lähiössä (CBS 652903 7, 1988)
- Ruusun varjossa / Omia aikojaan (RAMS 550, 1990)
- Juokse kadoksiin / Jotain on mulla mielessäni (RAMS 544, 1990)
- Minne vei tiet maailman / Hei kuu / Sirokko (RAMIX 559, 1991)
- Jos tahdot tietää / Tulitikku / Sillan teen (FINNLEVY 100582, 1993)
- Rakkaus on ON / Avaruuden autius (FINNLEVY 100777, 1993)
- Sydäntäsi lainaisin / Runoilija (0630-12037-2, 1995)
- Ei tule hyvin kylmää (398421813-2, 1998)
- Neito ja ylioppilas (promo, 398423091-2, 1998)
- Uinuu saan (8573-89782-2, 2001)
- Taivaanmaalaaja (0927-42112-2, 2001)
- Jäätelökesä / Hymypoika / Jos tahdot tietää / Neito ja ylioppilas / Mitä mietit illoin? (PRO3409, 2002)
- Jäänmurtaja (promo, 14.6.2006)
- Tähtikirkas yö (promo, 2006)
- Kello käy / Soulveljeni (promo, 20.10.2006)
- Mikset sä tuu! (promo, 19.8.2008)
- Räntäsade (promo, 2013)
- Joidenkin kaa (promo, 2013)